# Сахорово
Сахорово — посёлок в Братском районе Иркутской области России. Входит в состав Кобляковского сельского поселения. Находится западнее реки Вихорева, примерно в 23 км к северо-северо-западу (NNW) от районного центра, города Братска, на высоте 363 метров над уровнем моря.

## Население
| 2002 | 2010 | 2011 | 2012 |
| ---- | ---- | ---- | ---- |
| 314  | ↘289 | ↘287 | ↗288 |

По данным Всероссийской переписи, в 2010 году численность населения посёлка составляла 289 человек (148 мужчин и 141 женщина).

## Улицы
Уличная сеть посёлка состоит из 4 улиц.